# 瓦迪斯瓦夫·科马尔
瓦迪斯瓦夫·科马尔（波蘭語：Władysław Komar，1940年4月11日—1998年8月17日），波兰男子田径运动员。他曾代表波兰参加1964年、1968年和1972年夏季奥林匹克运动会田径比赛，获得一枚金牌。